# Ingrid Låte
Ingrid Låte (2007) è una combinatista nordica e saltatrice con gli sci norvegese.

## Biografia
Attiva nella combinata nordica dal gennaio del 2022, Ingrid Låte ha esordito in Coppa del Mondo l'11 marzo 2023 a Oslo in un'individuale Gundersen (13ª); ai Mondiali juniores di Planica 2024 ha vinto la medaglia di bronzo nella gara a squadre e a quelli di Schilpario/Lake Placid 2025 ha conquistato la medaglia d'oro nella gara dal trampolino normale di combinata nordica e quella d'argento nella gara dal trampolino normale di salto con gli sci. Ai Mondiali di Trondheim 2025, sua prima presenza iridata, ha gareggiato solo nella combinata nordica, classificandosi 4ª nel trampolino normale e 9ª nella partenza in linea; non ha debuttato nella Coppa del Mondo di salto con gli sci e non ha preso parte a rassegne olimpiche.

## Palmarès

### Combinata nordica

#### Mondiali juniores
- 2 medaglie:
  - 1 oro (trampolino normale a Schilpario/Lake Placid 2025)
  - 1 bronzo (gara a squadre a Planica 2024)

#### Coppa del Mondo
- Miglior piazzamento in classifica generale: 32ª nel 2023

### Salto con gli sci

#### Mondiali juniores
- 1 medaglia:
  - 1 argento (trampolino normale a Schilpario/Lake Placid 2025)